# لیبی (مینه‌سوتا)
لیبی (به انگلیسی: Libby) یک منطقهٔ مسکونی در ایالات متحده آمریکا است که در شهرستان ایتکین، مینه‌سوتا واقع شده‌است. لیبی ۳۷۱٫۸۶ متر بالاتر از سطح دریا قرار دارد.